# Ammomanes
Ammomanes é um género de cotovia da família Alaudidae.
Este género contém as seguintes espécies:
- Ammomanes deserti
- Ammomanes cinctura
- Ammomanes phoenicura